# 弗地利奧
弗地利奧（阿美語：Vutiliau），是台灣阿美族神話中的恐懼與威嚇之神，同時戰神與守護神。

## 身世
弗地利奧出身自神族系譜中的獵頭家族，是第十四代神靈，他們家族的祖先可以追溯至第三代的豐收女神瑪希萊（Maslai no tsidal）和情慾與富饒之神奇高希高（Tsigautsigau no tsidal）。

## 職責
弗地利奧的名字來自於「雷鳴」（Fotili/Vutili），會庇護族人獵頭時發出巨大的聲音（雷聲）以利他們偷襲，同時也會保護戰士不被槍或箭射中。有時他會被跟漢人的雷公混為一談。